# Loje
Loje este o localitate din comuna Tolmin, Slovenia, cu o populație de 7 locuitori.